# Principado romano
O Principado é a fase convencionada pelos historiadores para designar o Império Romano desde 27 a.C., quando o senado investiu Otaviano — o futuro Augusto — no poder supremo com a denominação de príncipe (princeps) (primeiro em latim), até 285 d.C., quando iniciou-se o dominato por Diocleciano. Durante esse período, a verdadeira natureza do regime era escondida atrás de conceitos republicanos e os imperadores eram muitas vezes relutantes por falsa modéstia em se assumir como tal.

## Caracterização dessa forma de governo
O principado apresentava dupla faceta em Roma e nas províncias. Em Roma, era monarquia mitigada, pois o príncipe era apenas o primeiro cidadão, que respeita as instituições políticas da república. Nas províncias imperiais, era verdadeira monarquia absoluta, porque o príncipe tinha, lá, poderes discricionários.
Mas o principado, como regime de transição da república à monarquia absoluta, encaminhou-se, paulatinamente, para o absolutismo.
Em face das peculiaridades que apresenta o principado, há controvérsia entre os autores modernos sobre a natureza desse regime. Mommsen pretende que ele seja uma diarquia: de um lado o príncipe, e, do outro, o senado. Para Arangio-Ruiz e outros, como Lauria, é o principado um protetorado, em que o príncipe é o protetor e o Estado Romano o protegido. Já  De Francisci vê nele a superposição de um novo órgão (o príncipe) às instituições republicanas.

## História

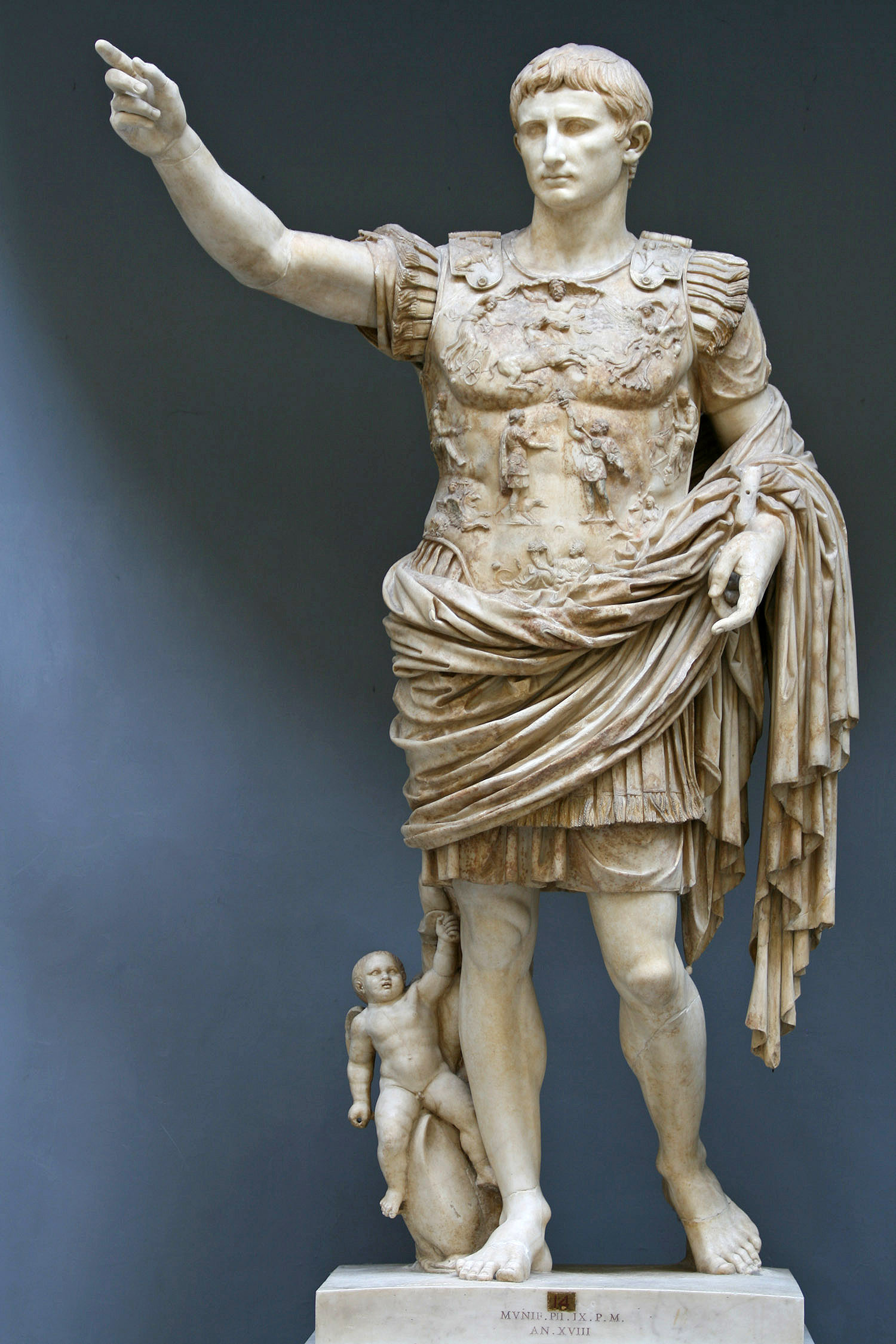
Estátua Augusto de Prima Porta, Museus Vaticanos

O título, por extenso, "príncipe do senado/príncipe dos cidadãos (princeps senatus /princeps civitaris), foi primeiramente adotado por Otaviano (27 a.C. - 14 d.C., o primeiro imperador romano, que decidiu — assim como o ditador assassinado Júlio César — não introduzir uma monarquia legal. O objetivo era estabelecer a estabilidade política, desesperadamente necessária depois de exaustivas guerras civis, por meio de um regime ditatorial de facto dentro da estrutura constitucional da República Romana, como uma alternativa ao odiado predecessor Reino de Roma.
O título derivava da posição do príncipe de senado, tradicionalmente o mais velho membro do senado que tinha o direito de ser ouvido primeiro em qualquer debate. Embora pretensões dinásticas aparecessem desde o início, formalizá-las em estilo monárquico continuava politicamente impensável.
Frequentemente, num sentido mais limitado e cronologicamente preciso, o termo é aplicado ao império (no sentido de Estado pós-República Romana) ou especificamente à primeira das duas grandes fases do governo imperial no antigo Império Romano, estendendo-se desde quando Otaviano declarou-se auctoritas como príncipe até o colapso de Roma no Ocidente (Queda do Império Romano do Ocidente) em 476, deixando o Império Bizantino como único herdeiro ou, dependendo da fonte, até o reinado de Cômodo, Maximino Trácio ou Diocleciano. Alternativamente, o governo na fase imperial é designado como Dominato, que é mais como uma monarquia absoluta enquanto o antecessor principado era mais republicano.
Sob o principado, em stricto sensu, do governo autocrático do imperador era ainda escrupulosamente mascarado por formas e convenções herdadas do período político da República Romana (509–27 a.C.) sob o lema "Senado e o Povo de Roma" (Senatus Populesque Romanus; abreviado SPQR). Inicialmente a teoria implicava que o "primeiro cidadão" tinha que ganhar sua extraordinária posição(de facto chegando próximo à monarquia absoluta) por mérito no estilo que o próprio Augusto ganhou a posição de auctoritas. A propaganda imperial desenvolveu uma ideologia paternalista, apresentando o príncipe como a real encarnação de todas as virtudes atribuídas ao governante ideal (como um tirano grego), tais como clemência e justiça, e em troca motivando o príncipe a desempenhar o papel desejado na sociedade romana, tanto na segurança política como no dever moral. O que era especificamente desejado do príncipe' parece ter variado ao longo do tempo. Tibério, que proporcionou um enorme superavit para a cidade de Roma, era criticado como sovina, enquanto Calígula era criticado por gastar sem limites em jogos e espetáculos. Falando genericamente, era dever do imperador ser visto como generoso, não apenas como bom governante, mas também com sua fortuna pessoal (como no proverbial panem et circenses — pão e circo — no significado de variados jogos públicos, não apenas de gladiadores e corridas de cavalos, mas também artísticos, bem como na distribuição de comida), instituições de caridade, obras públicas, como incentivadores da popularidade, na forma da liturgia grega (chamada múnus em latim) e as campanhas de eleições republicanas.
Com a queda da dinastia júlio-claudiana, o principado foi redefinido nos termos formais pelo imperador Vespasiano. A posição de príncipe tornou-se uma entidade dentro da mais ampla — formalmente ainda republicana — constituição romana. Enquanto muitas das expectativas políticas e culturais permaneceram, o príncipe não mais detinha uma posição ganha com base no mérito, ou auctoritas, mas numa base inalterável, permitindo a Vespasiano e aos futuros imperadores designar seus sucessores tendo que garantir sua posição mediante anos de sucessos e favores públicos. Sob a dinastia antonina, foi normal o imperador apontar um general de sucesso e politicamente promissor como sucessor. Nas análises históricas modernas,isto é tratado por muitos autores como uma situação "ideal": o indivíduo mais capaz era promovido à posição de príncipe. Sobre a dinastia antonina, Edward Gibbon escreveu que teria sido o mais feliz e produtivo período da história humana, e atribuiu o crédito, como fator chave, ao sistema de sucessão. Outros historiadores têm indicado que os generais nomeados sucessores durante a dinastia antonina foram escolhidos porque eles constituiriam a maior ameaça ao imperador, ou ao seu herdeiro, caso a escolha fosse diferente. Ademais, a promoção de indivíduos à posição de príncipe baseada em sua bravura militar é vista por muitos como tendo contribuído diretamente para a queda do principado, o caos da crise do terceiro século e a ascensão do dominato.